# Monnina hassleri
Monnina hassleri är en jungfrulinsväxtart som beskrevs av Chod.. Monnina hassleri ingår i släktet Monnina och familjen jungfrulinsväxter. Inga underarter finns listade i Catalogue of Life.